# Первая соборная мечеть (Чистополь)
Первая Соборная мечеть в Чистополе (тат. Çistay məçete, Чистай мәчете́) — мечеть в городе Чистополь, памятник культового зодчества татар середины XIX века в стиле эклектики национально-романтического направления.

## История
Построена в 1859 году на средства купца из деревни Верхняя Сосна Малмыжского уезда Вятской губернии Хасана Мусича Якупова. «Проект на постройку вместо сгоревшей таковой же на каменном фундаменте мечети в г. Чистополе» разработан на основе проекта 1857 года Свода законов Устава Строительного, ст. 264 и утверждён в 1859 году. В 1846-1893 годах имам-хатибом мечети был видный религиозный деятель, ишан Мухаметзакир Абдулвагапович Мухаметкамалов (1818—1893).
В 1893—1921 годах обязанности священнослужителя исполнял здесь известный педагог и общественный деятель Мухаметназип Хусаинович Амирханов (1859—1921). Одноэтажная мечеть находится в глубине участка. Тип одноэтажной мечети с купольным залом и минаретом над входом.
Двухэтажный вестибюльный объём пристроен к основному зданию с северной стороны значительно позднее. Первоначальный минарет утрачен в 1930-е годы, восстановлен в 1970-е годы. При ремонте здания в конце 1980-х годов к вестибюльному объёму сделан ещё один входной пристрой с восточной стороны.
Первоначально мечеть включала три анфиладно связанных по оси север-юг помещения: вестибюль, малый зал и основной молельный зал. Вестибюль и малый зал объединены в один объём и покрыты двускатной крышей. Из вестибюля узкая лестница ведёт на минарет, установленный над входом. Основной молельный зал увенчан восьмигранным барабаном под килевидным куполом. В интерьере зала купол на барабане несут четыре колонны. По объёмно-пространственному решению и декоративному оформлению перекликается с мечетью «Нурулла» в Казани.